# Sindrome di Barber-Say
La sindrome di Barber-Say (BSS) è una malattia congenita molto rara associata a crescita eccessiva dei capelli (ipertricosi), pelle fragile (atrofica), deformità delle palpebre (ectropion) e bocca eccessivamente ampia (macrostomia).
La sindrome di Barber-Say è fenotipicamente simile alla sindrome macrostomica di Ablepharon, che è anche associata a mutazioni dominanti in TWIST2.

## Segni e sintomi
- Ipertricosi grave, in particolare della schiena
- Anomalie della pelle, tra cui iperlaxità e ridondanza
- Dismorfismi facciali, inclusa macrostomia
- Deformità delle palpebre, incluso ectropion
- Telecanthus oculare
- Orecchi anomali e bassi
- Punta nasale bulbosa con ipoplasticità dell'ala del naso
- Attaccatura frontale bassa

## Cause

### Genetica
Casi multipli di trasmissione da genitore a figlio suggeriscono che la sindrome di Barber-Say presenta un'eredità autosomica dominante. Studi di sequenziamento ed espressione dell'esoma hanno dimostrato che la BSS è causata da mutazioni nel gene TWIST2 che colpiscono un residuo altamente conservato di TWIST2 (proteina 2 correlata alla torsione). TWIST2 è un fattore base di trascrizione elica-ansa-elica che si lega ai motivi del DNA E-box (5'-CANNTG-3 ') come eterodimero e inibisce l'attivazione trascrizionale. Poiché TWIST2 media la differenziazione delle cellule staminali mesenchimali e previene la differenziazione precoce o ectopica degli osteoblasti, mutazioni in TWIST2 che interrompono queste funzioni alterano l'attività legante del DNA.

## Epidemiologia
La prevalenza della sindrome di Barber Say è inferiore a 1 su 1 000 000 A partire dal 2017, in letteratura sono stati segnalati solo 15 casi.

## Altri nomi
- Sindrome da ipertricosi-pelle atrofica-ectropion-macrostomia